# Karavasta (zatoka)
Karavasta – zatoka Morza Adriatyckiego typu lagunowego u wybrzeży Albanii. Powierzchnia – 43,3 km², maksymalne wymiary – 10,6 na 4,3 km, maksymalna głębokość – 1,5 m.
Lagunę oddziela od otwartego morza wał wydm częściowo porośniętych lasem. Jest połączona z otwartym morzem trzema krótkimi kanałami o łącznej przepustowości 15-30 m³/s. Zasolenie laguny waha się od 5,5% do 2%.
Częścią laguny Karavasta jest mniejsza, ale głębsza laguna Godulla o powierzchni 8,5 km² i maksymalnej głębokości 3,8 m.
Laguna Karavasta jest siedliskiem ptactwa wodnego, chronionym w parku narodowym Divjakë-Karavasta o powierzchni 22,3 km².